# 第二組合
第二組合（だいにくみあい）とは、ある事業体で二番目に組織された労働組合のこと。
一般的には現に存在する労働組合の中から組合分裂によって新たに結成される労働組合を指す。
多くの場合、経営者に敵対的な紅色組合（第一組合）に対し、経営者に友好的（労使協調）な労働組合が作られる場合を指し、いわゆる「御用組合」が多いが、その逆も少数ながら見られる。
第一組合から見れば組合が分裂して第二組合が結成されることは経営者に対して交渉力が低下することになるため、第二組合結成に批判的である。労働組合は労働者2人以上いれば結成でき、一事業体一業種に1つの労働組合にしなければならないとする義務はない。ただし、団体交渉において経営者が複数の労働組合に対して同じ要求について違う回答が出す等の複数組合の取扱差別をした場合は不当労働行為に該当する。
旧国鉄における国労に対する鉄労、郵便局における全逓に対する全郵政、日本航空のJAL労働組合（JALFIO。当時は「日本航空新労働組合」）。
第二組合と見られる組合は、日本労働組合総連合会ができる前まで全日本労働総同盟に加盟し、民社党を支持する傾向が見られた。いわゆる労働戦線の統一で連合ができると、第一組合と第二組合が歩調を合わせたり合同したりして、逆に共産党系組合などが離脱するなどの動きが起きた。